# Iveta Demeterová
Iveta Demeterová (* 7. března 1967 Praha), je česká romská redaktorka a moderátorka, dlouhodobě pracující pro Český rozhlas.

## Život
Iveta Demeterová se narodila v roce 1967. Její předci pochází ze Slovenska, ale rodiče se už narodili v Česku. V rodině se mluvilo česky, ale z hovorů starších generací se naučila i romštinu.
Iveta Demeterová má jednoho syna Dana.

## Vzdělání a kariéra
Po maturitní zkoušce na střední průmyslové škole v oboru specializovaném na biochemii pro farmacii Iveta Demeterová složila krátkou dobu pracovala v laboratoři firmy Léčiva (dnešní Zentiva). Během univerzitního studia se věnovala andragogice a po získání bakalářského titulu tři roky pracovala v neziskovém sektoru. V občanském sdružení Společnou cestou měla smlouvu částečný úvazek v občanské poradně a v azylu pro svobodné matky. Od roku 2002 sedm let vedla romské internetové rádio Rota.
V září 2010 začala pracovat pro Český rozhlas, kde se i díky aktivní znalosti romštiny stala vedoucí pořadů My a oni, Sousedé a O Roma vakeren (romsky Romové hovoří). Je v pořadí třetí vedoucí romské redakce ČRo (před ní ji vedla Anna Poláková). Na práci žurnalistky se připravovala v kurzu na Vyšší odborné škole publicistiky se specializací Rozhlas.
Jako moderátorka uváděla například galavečer Mezinárodního dne Romů v roce 2014.

### Ocenění
V roce 2014 získala ocenění Roma Spirit v kategorii média udělované organizacím a osobám, které pomáhají zlepšit situaci Romů v Česku.